# Rachin Ravindra
Rachin Ravindra (* 18. November 1999 in Wellington, Neuseeland) ist ein neuseeländischer Cricketspieler der seit 2021 für die neuseeländische Nationalmannschaft spielt.

## Kindheit und Ausbildung
Sein Vater organisiert den Hutt Hawks Club, der neuseeländische Cricketspieler außerhalb der Saison nach Indien bringt. So war Ravindra regelmäßig, sowohl für Familienbesuche, als auch um Cricket zu spielen in Indien. Er war Teil des neuseeländischen Teams beim ICC U19-Cricket-Weltmeisterschaft 2016 und 2018.

## Aktive Karriere
Ravindra gab sein Debüt im nationalen neuseeländischen Cricket für Wellington. Im Dezember 2020 verletzte er sich an der Schulter, woraufhin er für mehrere Monate aussetzen musste. Nach guten Leistungen im A-Team Neuseelands, wurden die Selektoren der Nationalmannschaft auf ihn Aufmerksam. Sein Debüt in der Nationalmannschaft gab er in der Twenty20-Serie in Bangladesch im September 2021. Im zweiten Spiel der Serie erreichte er 3 Wickets für 22 Runs. Im November gab er dann in Indien sein Test-Debüt. Im zweiten Spiel der Serie erzielte er dann 3 Wickets für 56 Runs. Kurz darauf fiel er zunächst aus dem Kader und kam erst im März 2023 wieder zurück, als er sein ODI gegen Sri Lanka gab. Im Mai erreichte er beim fünften ODI der Tour in Pakistan 3 Wickets für 65 Runs. Im September 2023 folgten dann 3 Wickets für 48 Runs in England. Daraufhin wurde er für den Cricket World Cup 2023 nominiert.